# Tim Hetherington
Timothy Alistair Telemachus Hetherington (Birkenhead, Inglaterra, 5 de diciembre de 1970-Misurata, Libia, 20 de abril de 2011) fue un reportero gráfico británico-estadounidense cuya obra más famosa fue la película Restrepo (2010), dirigida por él mismo y Sebastian Junger; nominada en 2011 al Premio Óscar al mejor documental largo. Hetherington fue asesinado por bombas de mortero de las fuerzas leales a Gadafi en la Rebelión en Libia de ese año.

## Primeros años
Hetherington nació en la localidad de Birkenhead (Península de Wirral) y creció en Southport, donde fue al colegio de primaria St Patrick's. Más adelante asistió a Stonyhurst College, una institución jesuita de educación secundaria, donde se graduó. En 1989 se fue a estudiar Humanidades y Literatura Inglesa en Lady Margaret Hall, una facultad de la Universidad de Oxford. Poco después de su graduación recibió del testamento de su abuela una suma de 5000 libras, lo que le permitió viajar durante dos años a India, China y Tíbet. Ese viaje le hizo ver que él quería dedicarse a «tomar fotografías», por eso «trabajó unos tres o cuatro años, yendo a una escuela de fotografía por las noches antes de retomar finalmente las clases universitarias.» Después estudió periodismo gráfico bajo la tutela de Daniel Meadows y Colin Jacobson en la ciudad de Cardiff en 1996.

## Carrera profesional

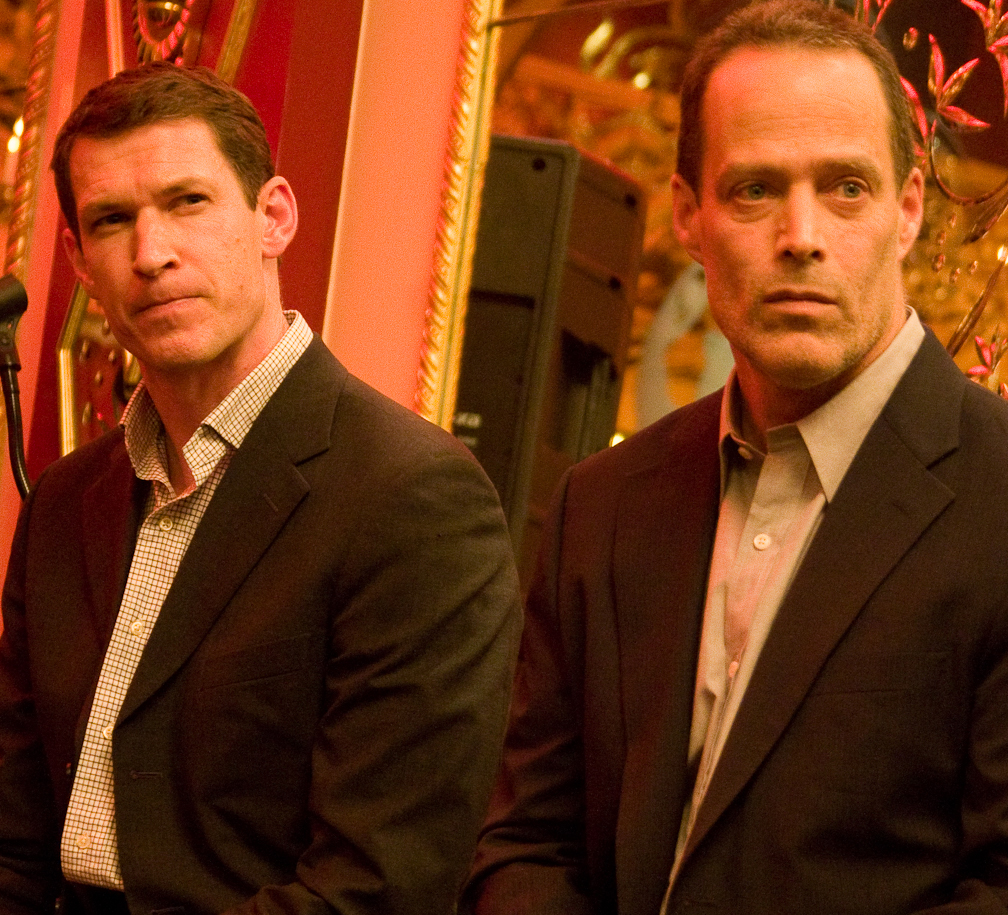
Tim Hetherington y Sebastian Junger en febrero de 2011.

El primer trabajo de Tim Hetherington fue como aprendiz en The Big Issue, Londres, donde era el único fotógrafo profesional.
Hetherington permaneció mucho tiempo en África Occidental, informando sobre agitaciones políticas y sus efectos en la vida cotidiana de los países de Liberia, Sierra Leona, Nigeria y otros. Durante la segunda guerra civil liberiana él y su colega James Martin Brabazon fueron los únicos periodistas viviendo entre los rebeldes, lo que les valió una condena a muerte del entonces Presidente de Liberia Charles Taylor. Hetherington hizo de fotógrafo en Liberia: An Uncivil War (2004) y en The Devil Came on Horseback (2007). En 2006 Hetherington se tomó un descanso como fotógrafo para trabajar en el Comité de Sanciones de Liberia del Consejo de Seguridad de las Naciones Unidas.
Tim Hetherington ganó en 2007 la competición World Press Photo por su imagen de un cansado soldado estadounidense tapándose la cara con su mano tras un día de guerra en el Valle de Korangal de Afganistán. El trabajo fue publicado en la revista Vanity Fair, para la que ya era colaborador.
Hetherington hizo varios viajes a Afganistán en 2007 y 2008 con Sebastian Junger, ambos colaboraron en la película de 2010 Restrepo, basada en sus vivencias en aquel país asiático. El film recibió el gran premio del jurado del Festival de Cine de Sundance
Además, Hetherington recibió en 2009 los premios Alfred I duPont de la Universidad de Columbia y el de Rory Peck por su trabajo titulado Afghanistan - The Other Way, que fue rodado también en el Valle de Korangal y está inspirado en el programa Nightline de ABC News.
En 2010 dirigió el cortometraje Diary:
«Diary es una película altamente personal y experimental que expresa la experiencia subjetiva de mi trabajo, y fue concebida como un intento de encontrarme a mí mismo tras diez años de periodismo. Es un caleidoscopio de imágenes que une la realidad occidental con los mundos tan distintos que intentamos apreciar en los medios de comunicación».
El 27 de abril de 2011 fue póstumamente galardonado con la Leadersship Enterteinment Award por los veteranos de guerra de Irak y Afganistán por Restrepo. También se le concedió la Frontline Club Memorial Tribute Award el 23 de noviembre de 2011, conjuntamente con los periodistas Anton Hammerl y Chris Hondros.

## Muerte

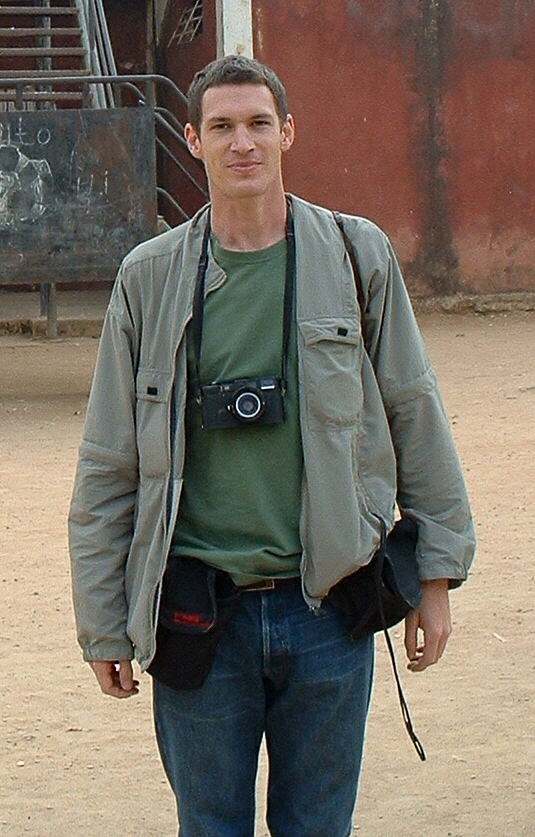
Tim Hetherington en 2002.

En una entrevista de junio de 2010 para The New York Times, cuando el reportero gráfico Michael Kamber le preguntó sobre Infidel, el libro que había escrito con Chris Boot y que estaba a punto de ser publicado, Hetherington se refirió al nivel de peligro que encontró cuando escribió el libro:
«La primera vez que estuve en Afganistán, en 2007, el mundo estaba mucho más pendiente de Irak. La gente había olvidado, pero ahora hemos finalmente aceptado, que la guerra afgana se estaba descontrolando. Cuando llegué al Valle de Korangal me quedé completamente sorprendido, a pesar de las numerosas batallas que había por esa zona. Me quedé alucinado. Al final de octubre de 2007 el 70% de todas las bombas estadounidenses caían en ese valle y el ratio de bajas era del 25%. Por eso tomé fotografías de mucha acción. Hice eso porque quería que la gente viera que estaban ocurriendo muchos enfrentamientos. De cualquier forma, volví y me di cuenta de que me estaba cansando de tomar imágenes de guerra. Porque cuando estás en un combate durante un tiempo, mucho de hecho, si estás en una base que está siendo atacada, como le ocurrió a Restrepo, estás en una muy buena posición. La probabilidad de que te maten es bastante baja, a no ser que te pongan mortero.»
Tim Hetherington murió mientras cubría la primera línea de batalla de la asediada ciudad de Misurata (Libia) en la Rebelión en Libia de 2011. Aparentemente hubo confusión sobre si fue abatido por una bomba de mortero o por una granada propulsada por cohete. El mismo ataque además acabó con la vida del fotógrafo Chris Hondros y dejó gravemente herido a Guy Martin, también fotógrafo. Una fuente informó de que el grupo estaba viajando con unos combatientes rebeldes. Otro reportaje dijo que varios rebeldes libios también habían muerto en el ataque y que al menos otros dos periodistas habían sobrevivido. Hetherington había tuiteado el día anterior a su muerte: «[Estoy] en la ciudad asediada de Misurata. Bombardeo indiscriminado de las fuerzas de Gaddafi. Ninguna señal de la OTAN».
Hetherington tenía padre, madre, una hermana, un hermano y tres sobrinos.
Unos días después de la muerte de Hetherington, la ciudad libia de Ajdabiya renombró la plaza más larga de la localidad con su nombre. Varios anti-gadafistas recorrieron la Plaza de Tim Hetherington en una marcha en su honor. «Hemos cambiado el nombre a esta plaza tras la muerte de este héroe y ahora considero a Tim uno de nuestros mártires», citó Al Jazeera en palabras de un cirujano.
El senador John McCain envió dos banderas estadounidenses a un memorial de Nueva York, una fue entregada a la familia y la otra a Idil Ibrahim, la chica con la que estuvo saliendo Tim durante un año, cuyos padres habían emigrado de Somalia. Las banderas fueron entregadas en persona en el servicio por cuatro veteranos de guerra estadounidenses de la Battle Company en el 173rd Airborne Brigade Combat Team en Afganistán, que «había estado muchas veces con Tim bajo las ráfagas de fuego», y con Junger, el que leyó la cuenta del servicio.

## Premios y nominaciones
Premios Óscar
| Año  | Categoría              | Película | Resultado |
| ---- | ---------------------- | -------- | --------- |
| 2011 | Mejor documental largo | Restrepo | Nominado  |

- 1999: World Press Photo, segundo premio, deportes y fotografías de acción.[24]
- 2000 - 2004: NESTA, compañerismo.
- 2001: World Press Photo, primer premio, retratos[25]
- 2002: Premio de la Fundación Hasselblad.
- 2007: Premio World Press Photo of the Year.[26]
- 2008: Rory Peck Award for Features.[27]
- 2009: Premio Alfred I. duPont de la Universidad de Columbia[28]

## Libros
- Long Story Bit by Bit: Liberia Retold. Nueva York: Umbrage, 2009. ISBN 1-88416-773-X
- Infidel. London. Chris Boot, 2010. ISBN 1-90571-218-9

## Exhibiciones
- 2009
  - Sleeping Soldiers, New York Photo Festival - Home For Good Curated by Foto8.[29]
  - Liberia Long Story Bit by Bit: Liberia Retold, Foto8, HOST Gallery, Londres, septiembre de 2009.[30]
- 2010
  - Infidel, Foto8, HOST Gallery, Londres, septiembre - octubre de 2010.[31]
  - Liberia Retold and Sleeping Soldiers, Guernsey Photography Festival, mayo de 2010.[32]

## Filmografía
- Sleeping Soldiers, 2009.[33]
- Diary, 2010.[34]
- Restrepo, 2010 (con Sebastian Junger).